# غور (غرناطة)
بلدية غَوْر (الاسم ذو أصل عربي) (بالإسبانية: Gor) هي بلدية تقع في مقاطعة غرناطة التابعة لمنطقة أندلوسيا جنوب إسبانيا.

## الديموغرافيا
بلغ عدد سكان بلدية غور 924 نسمة عام 2011 (وفقاً للمعهد الوطني الإسباني للإحصاء).
| 1.251 | 1.167 | 1.076 | 997 | 953 | 920 | 924 |